# Instytut Psychologii Zdrowia
Instytut Psychologii Zdrowia – placówka specjalizująca się w edukacji, szkoleniach i psychoterapii, szczególnie w zakresie uzależnień i przemocy.
IPZ prowadzi Centrum Informacji Naukowej.
Na portalu psychologicznym prowadzi szeroko pojętą edukację psychologiczną, kampanie informacyjne, bibliotekę naukową, czytelnię, katalog czasopism, recenzje wydawnicze oraz forum psychologiczne IPZ.
Instytut Psychologii Zdrowia obok Fundacji Etoh jest placówką edukacyjną będącą pod kontrolą Jerzego Mellibrudy. Tutaj byli kształceni terapeuci uzaleznień od alkoholu w ramach Studium Terapii Uzależnień (od 1993 r.) następnie działające pod nazwą Studium Terapii Uzaleznień i Współuzaleznienia.
Studium Pomocy Psychologicznej dla Par II i pierwszy stopień prowadzoną przez Jolantę Hojdę, Iwonę Kołodziejczyk, Annę Gromińską, Dorotę Brewińską, Jolę Siechowicz, Honoratę Skrętowską, Beatę Chmielewską i Annę Czerniejewską.
IPZ prowadzi także Studium Pomocy Psychologicznej i Interwencji Kryzysowej I Stopnia oraz II stopień prowadzone m.in. przez Lidię Chylewską-Barakat. Prowadzone jest także studium przeciwdziałania Przemocy w Rodzinie, Studium Pomocy Ofiarom Przemocy w Rodzinie, Studium Psychoterapii Grupowej i Treningu Psychologicznego. W wyniku ujednolicenia terapii uzależnień powstać musiało nowe studium, które nazwano Studium Terapii Uzależnień. Jerzy Meliibruda stworzył własną psychoterapię, której naucza w IPZ w ramach Profesjonalnej Szkole Psychoterapii. Niekiedy Mellibrudowski nurt psychoterapii nazywany jest terapią Integracyjną wobec tego IPZ współpracuje z Polskim Stowarzyszeniem Psychoterapii Integracyjnej, prowadzi ośrodek leczniczy NZOZ Ogród, gdzie oferuje usługi kliniczne. IPZ ponadto współpracuje z Niebieską Linią, Funduszem sprawiedliwości społecznej i posiada własną księgarnię.